# Стаза суза
Стаза суза (енгл. Trail of Tears) је име дато за етничко чишћење и присилно пресељењe америчких староседеоца (Индијанаца) из југоисточних делова САД након доношења Закона о пресељењу Индијанаца из 1830. У уклањање из своје домовине до Индијанске територије западно од реке Мисисипи су, између осталих били укључени многи чланови следећих племена који нису желели да се асимилују: Чероки, Мускоги, Семиноле, Чикасо и Чокто. Амерички староседеоцима који су одлучили да остану и асимилују се, било је дозвољено да постану грађани у својим државама и грађани САД. Израз „стаза суза“ потиче из опис уклањања Чокта из 1831.
Многи амерички стародеседоци су патили од болести и глади на путу ка својим дестинацијама. Многи су умрли, укључујући 2,000-6,000 од 16.542 пресељених Черокија. Европски досељеници (и хришћани и јевреја), као и афроамерички ослобођеници и робови су такође учествовали у прислилном пресељењу Чикаса, Чокта, Черокија, Мускогија и Семинола.
До 1830. Чероки, Чикаси, Чокте, Мускоги и Семиноле (понекад групно познати као Пет цивилизованих племена) су живели као аутономни народа у оно што би се могло назвати амерички Дубоки Југ. Процес културне трансформације (који су предложили Џорџ Вашингтон и Хенри Нокс) је узео маха, нарочито међу Черокијима и Чоктама. Многи бели досељеници су вршили притисак на федералну владу да пресели Индијанце из југоистока. Ендру Џексон је помогао да Конгрес САД усвоји Закон о пресељењу Индијанаца, који је овластио владу да понуди нагодбе ради преобликовања карактера територија на југоистоку.
Чокте су 1831. биле предвиђене да се прве уклоне, и ово је постало модел за све друге селидбе. Након Чоктив, многе Семиноле су расељене 1832. (након два рата, али мала група се преселила у Еверглејдс и никада нису поражени од САД), Мускоги 1834, затим Чикаси 1837. и на крају Чероки 1838. После пресељења, неки амерички староседеоци су остали у својим древним домовинама; неки Чокти се могу срести у Мисисипију, Семиноле на Флориди, Мускоги у Алабами и Флориди, и Черокији у Северној Каролини. Ограничен број особа који нису били амерички староседеоци (укључујући Афроамериканце, обично као робове) су такође пратили Индијанце у сеоби према западу. До 1837, 46.000 Индијанаца из ових југоисточних држава је избачено из своје домовине, чиме је отварено 100.000 km² за претежно беле насељенике.
Утврђене територије ових аутономних племенских народа, који су заузимали велике делове Сједињених Америчких Држава, били су предмет сталних цесија и анексија пре 1830, делом због притиска сквотера и претње војном силом у новопроглашеним територија САД. Како су те територије постајале савезне државе, државне владе су желеле да се у оквиру својих граница распусте границе индијанских народа, који су били независни од државне јурисдикције, и да изврше експропријацију земљишта у њима. Ови притисци су увећани растом америчког становништва и ширења ропства на југу са брзим развојем узгајања памука због проналаска машина за одвајања памучних влакана од семена памука.